# 甲斐享
甲斐 享（かい とおる）は、テレビ朝日系でシリーズ化されている刑事ドラマ『相棒』の主人公の一人。season11〜season13における杉下右京の三代目相棒。
| 演         | - 成宮寛貴（S11-1〜S13-19〈終〉 / S15-18〈終〉〈回想〉 / S17-1〈回想〉、2〈回想〉、19〈回想〉 / S22-10〈回想〉） - 橋爪龍（少年期：S12-9） - 上田晟人（青年期：S13-19〈終〉） |
| 年齢       | 29 |
| 階級       | 巡査部長 |
| 出身地     | 東京都港区芝 |
| 経歴       | - 早慶大学政治経済学部経済学科 - → 警視庁中根警察署地域課（2005年） - → 警視庁中根警察署刑事課強行犯係 - → 警視庁特命係（S11-1〜S13-19〈終〉） - → 懲戒免職（S13-19〈終〉）   |
| 親族       | - 父・峯秋（警察庁次長） - 母 - 兄・秋徳（財務省官僚） - 妻・笛吹悦子（客室乗務員） - 息子・結平（小学生）                                                                    |
| 特技       | 絶対音感（S11-1） |
| 好きなもの | 炭酸飲料 |
| 苦手なもの | 幽霊 |

## 経歴

### 特命係配属までの経緯
2005年に早慶大学政治経済学部経済学科を卒業してノンキャリアとして警視庁に入庁、交番勤務を経て署長推薦の選抜試験に合格し中根警察署刑事課捜査一係に配属された(S11-2)。悦子と旅行に来ていた香港で偶然右京と遭遇、その後とある事件で関わり、解決後は右京から指名され特命係に配属された(S11-1)。

### ダークナイト事件
親友である梶の妹が薬物中毒者に殺害される事件が発生し、犯人は逮捕されるまで心神喪失で不起訴処分となる。享は仇を討とうとする梶を止める為、出所後の犯人に接触し死なない程度に暴行を加えて復讐の愚かさを梶へと伝える。しかしこれをネット上で賞賛された事を機に次第に暴走するようになり、以降警察の追及を逃れた犯罪者たちに制裁を下す暴行犯「ダークナイト」として約2年に渡り犯行を重ねるようになる。しかし「ダークナイト」に憧れた模倣犯の種村が殺人を犯し、種村への制裁を行おうと脱獄の手引きをした事で右京に真実を突き止められ懲戒免職となる(S13-19〈終〉)。その後は名前がネットに流出しており(16-20)、現在も服役中である。また、自身の起こした事件の悪影響が息子の桔平に及ぶことを危惧して悦子との婚姻をずっと拒み続けている事が明かされている(S22-10)。

## 人物像

### 性格
御曹司という出自とは裏腹に、荒っぽく血の気の多い性格。峯秋との親子仲は冷えきっている一方、侮辱する発言には激怒するなど複雑な感情を抱いている様子（S12-1）。一人称は「僕」または「俺」。二人称は、「あなた」だが性格が荒れると「あんた」に変わる（S11-2など）。父親である甲斐峯秋のことは基本的に「親父」と呼んでいる（S12-19など）。右京については、後述参考。

### 人物
愛称は本名を縮めた「カイト」。CAの彼女・笛吹悦子がいる。
前任者たちよりもかなり若いだけあって荒々しく暴走もしがちで、やや感情的な言動や行動が多く、自分を挑発してきたり、反省の色が見られない人物に激昂して掴みかかり、右京などに止められることもある（S11-1など）が、正義感はしっかり持っている。他人への思いやりの心が強い。さらには迂闊なミスから取り返しのつかない事態を引き起こすなど、大きな失敗をする事もあるが、自分の失敗にしっかりと向き合い、忘れずにいようとする意識も持っており、良くも悪くも素直な性格である（S11-3、19〈終〉）。
右京はこれらの正義感の強さから、刑事としての生来の気質を見抜いた上で自らの意思で享を特命係へと引き抜くに至った(S11-1)。
また、歴代の特命係員の中で唯一被弾したことがある（S12-19〈終〉）。

### 能力
駆け出しのホストと言われる（S12-18）などかなり美形の模様。
若年ながら細かな事にも気付く優れた観察力を持ち、勘も非常に鋭い（S12-10など）。不測の事態に陥った場合を除き（S12-10など）、車の運転は普段は右京や悦子に任せている。

### 右京との関係
右京のことは「杉下さん」と呼ぶ。右京からはあだ名で「カイトくん」と呼ばれているが、公的な場では「甲斐くん」と呼ばれる事もある。(S11-4、S12-10)
右京と邂逅して当初は、その変人ぶりに辟易して悪態をついたり特命係配属への不満を露骨に示していた他、冷徹に事件の真相を追求する右京に対し反発する事もあった。(S11-6)それでも数々の事件に関わって右京の能力と正義感を認めるようになり「最強の味方」と吐露する程の信頼を寄せるまでになった。(S12-10)

### 捜査一課との関係
子供の頃に見ていた刑事ドラマの影響で刑事課への憧れは強く捜査一課に憧れており、「いつか入ろう」と意気込んでいた事もあって、トリオ・ザ・捜一と対面した時には「何かあったら手伝いますから！」とアピールするなど、前任の薫・尊や後任の亘とは異なり捜査一課の面々を素直に慕っている（S11-2など）。
その捜査一課の伊丹憲一からは「特命係のお坊っちゃま」と呼ばれていた。

## 現実世界での扱い

### 起用・卒業の経緯
3代目相棒の甲斐享役として何人かの候補者の中から「右京が一度、若い相棒と組むのも良いんじゃないか？」と言うことになり、season11第1話より成宮寛貴が起用された。水谷と成宮は実年齢で30歳離れており、歴代で最も年齢差のあるコンビとなった。
水谷は成宮演じる享からは色気を感じていて、男同士の何かを感じさせるものがありつつも、若さゆえの葛藤や揺れ動く様を見せる姿が自分の若いころに通じる不安定さがあったとも話している
元々は2年の約束だったものを水谷や制作陣の申し出により1年延長してもらい、season13 最終話をもって卒業した。
成宮も先代の及川同様、3年での卒業となったが、これに関して水谷は成宮はまだ若い分、あまり長い期間こちらに拘束させておくのもどうかという思いからの判断であったとの事で、俳優として他にやりたい仕事も当然あるはずだろうと言う思いと、常に前進し続ける『相棒』としてはこれくらいが妥当ではないかと言う思いがあったと語っている。しかし、その翌年に成宮が芸能界の引退を発表し、その際に水谷にも本人から連絡が行っており、挨拶を受けていたと言いその当時を振り返った水谷は「彼が自分で選んだ道ですからね。俳優じゃなくてもいいんですよ。いい世界を持ってほしいと思いますね。」と語っている。
また、season13最終話「ダークナイト」での享の卒業の仕方はファンの間でかなりの衝撃的な終わり方として話題になっており、この事に関して水谷は以下のように語っている。
あれもひんしゅくを買った作品ですね。右京としては、カイト君の思いは正しい、だけどやり方は間違っている、ということです。要は彼の正義感を責めることはできないけど、警察官としては間違った。でも、人ってああなってもおかしくはないんですよ。僕は、人は極限までいくことがあるという話を、ものすごく納得して演じていたんです—水谷豊

### 反響・評価
ねとろぼ調査隊が2024年に行った「相棒」の登場人物人気ランキングでは第7位であった。また初登場時から右京はあまりそっけない態度は取らず、それまでの相棒たちにはなかった優しい対応も見せ最初からあだ名で呼ぶなどが印象的である。一見するとヤンキーのようだが刑事としての強い正義感と高い能力を持ち右京にはなかなかできない所をカバーしていた。演者の成宮寛貴が俳優業を引退したこともあり、享がその後登場したのは回想シーンのみだがその度にSNSでは大きな反響を呼んだ。享は、事件に巻き込まれやすい体質だったが、それがしっかりと息子・桔平にも受け継がれているとも評価されている。。

## 親族

### 甲斐峯秋（かい みねあき）
| 演   | 石坂浩二（S11-1〜） |
| 階級 | 警視監 |
| 経歴 | - 東京大学法学部 - → 警察庁 - → 在エルドビア日本大使館（外務省出向・S12-1の10年前） - → 警察庁次長（S11-1） - → 警察庁長官官房付（S14-1） |
| 親族 | - 長男・秋徳 - 次男・享 - 孫・結平 |

享の父親。警察官僚で階級は警視監。劇IIで殉職した小野田のポジションを受け継いだ作中の狂言回しの一人で後述通りS11以降の特命係に大きな影響を与え続けている。

#### 人物
表向きは穏健な好々爺らしく振る舞うが、次長時代は自身や組織の利益のためには非合法的な手段も辞さない場面もあった。（S11-10など）。
しかし、小野田ほど特命係と対立してはおらず、下記の降格後も含めて全体的には支援する役回りの方が多い。同時に警察官僚として強い信念を持つ漢という一面も明かされている。
一方で警察官僚としての矜持は持ち、特に「テロリストとは交渉しない」という基本理念への固持から、外務省出向時代に邦人の人質を結果的に見殺しにしてしまった過去があるほか、自身が誘拐された際にも「交渉による自身の解放は望まない」旨と発言した（S12-1）。
享の逮捕後には責任を取る形で警察庁長官官房付への降格処分を受けるが、参事官である中園曰く降格は一時的な「緊急避難的措置」であり、停職中だった右京を簡単に復職させたり（S14-1）、亘を特命係に異動させるよう根回しをしたり（S15-1）、伊丹の懇願を受けて薫を警視庁の嘱託職員枠で再任用する手筈を整える（S21-1）など、その権力が衰えている様子はない。
絵に造詣があるほか、享の不祥事により閑職に回されてからは茶道を嗜むようになり、執務室に茶道具を置き、訪問者に薄茶を点てて振る舞っている（S15-2など）。

#### 特命係との関係
毀誉褒貶の多さは承知の上で右京を高く買い友好的に接しているが、上述のような非合法的な取引に手を染める立場から特命係と対立することもある。(S12-19など)
大学の後輩でもある右京や社のことは高く評価しており、さまざまな面で協力を惜しまない。東京大学卒ではないが元法務省キャリアである亘のことも買っており、彼の特命係配属に貢献している（S15-1）。
しかし自身の思惑のために特命係を利用したり手助けをしたりなど、状況に応じて彼等を動かしている。(S12-8など)
右京に対しては当初は興味を持ち頻繁に食事に誘うなど好意的だったが、享の逮捕後は右京の強烈な正義感にあてられたという考えから「劇薬」だと危険視している。(S13-19)
現在は特命係の直属の上司として配下に置く立場となった。(S16-2以降)
また享以前に右京と組んでいた相棒に興味を示す素振りも見せており、亀山薫がサルウィンから一時帰国した際には社に薫の情報収集を個人的に依頼するなどしている。（S21-1）

#### 享との関係
他方で、次男である享との仲は険悪そのもので、「東京大学、それも法学部以外認めない」というエリート意識から、早慶大学卒の彼を当然に認めておらず、「息子としても警察官としても出来が悪い」と酷評し、初期は何かにつけて警察を辞めさせたがっている場面も見られた。
享とは仲が悪く、享への称賛も素直に受け入れられずにおり、彼が警察官になったことにも否定的で、右京から享のスカウトの要望があった際には以前の部下たちの様に自分で警察を辞めていくだろうと考え、快諾している（S11-1）。享が全国指名手配された際には警察官としての立場から「警察庁次長の息子という理由で、現場で適切な行動が妨害されてはならない」と幹部たちに指示し、射殺命令すら躊躇せず出していた（S12-10）。一方で、享が警察に就職するまでの経緯を右京から聞いた際には驚きと共に笑顔を見せていたり（S12-5）、享が逮捕された時には処分が下されるタイミングを遅らせるために逮捕の直前に大河内を通じて監察官保留とし、逮捕後も自身の立場を利用して享に旅立つ右京を見送らせるように便宜を図る（S13-19〈終〉）など、ある程度は父親としての情も持っていた。また、享と悦子の間に生まれた孫の桔平のことは可愛がっている（S22-10）。

### 享の母
劇中では直接は登場せず、名前も不明ながら何度かその存在に触れられている。初めて言及されたS11-9では海外で暮らしており、その後のS11-18では誕生日を迎えた峯秋のためにお菓子（スイーツ）の詰め合わせを贈ったが、この件に対して峯秋は右京に対し「私は誕生日のプレゼントにわざわざ欲しいと思うほど甘い物が好きというのではないのに、それをすっかり忘れている」と愚痴をこぼしている。

### 笛吹悦子（うすい えつこ）
| 演         | 真飛聖（S11-1〜S13-19〈終〉 / S17-19〈回想〉/ S22-10） |
| 経歴       | 日本国際航空（NIA）客室乗務員                          |
| 親族       | 息子・結平                                             |
| 趣味       | ボールルームダンス（社交ダンス）                       |
| 好きなもの | 或る夜の出来事                                         |

享の恋人で、日本国際航空（NIA）のCA(客室乗務員)として働いている。

#### 経歴
渋谷での合コンで彼に家まで送ってもらったことが切っ掛けで交際を始めた（S11-10）。その後は妊娠と同時に、急性骨髄性白血病の発症も判明し入院（S13-15、16）。後に寛解し、息子・結平を出産し、航空会社に復帰した。享の逮捕後も右京との交流は続いており、薫と初対面し、面識がある伊丹と芹沢とも久々に再会した。（S22-10）。
結平の担任教師・姉小路仁に言い寄られており、それを逆恨みする栗原志津子の罠に嵌められ、東国にてスパイ容疑の濡れ衣で連行されそうになるが、伊丹ら捜査一課と内調まで巻き込んだ特命係の決死の作戦で辛うじて東国から脱出した（S22-10）。

#### 人物
享より年上で、気風のいい姉御肌然とした性格の女性。美人の模様（S12-7）。一方で甲斐親子の確執については頭を痛めており、峯秋との会食をセッティングしたり、峯秋との和解を結婚の条件にするなど、2人の関係を取り持とうと苦心している（S13-1）。
映画『或る夜の出来事』が好きで、記憶喪失になった享に劇中のストーリーを彼との出逢いの経緯として語ったことがある（S11-9、10）。ボールルームダンス（社交ダンス）を趣味としている（S12-4）。

#### 現実世界での扱い
演者の真飛は元宝塚歌劇団のトップスターで、宝塚版『相棒』で右京を演じており、この縁でドラマ本編への出演が叶ったと思われる。
週刊誌『女性自身』の編集部による2012年10月の記事では、「演者の真飛が享の遊び相手役かと思いきや、同棲相手だと知り、年上すぎるのでは？」といった意見や、彼女が宝塚版『相棒』で右京を演じたことがきっかけで起用されたのではないかといった声が挙がった。
真飛は『テレ朝POST』へ寄せたコメントの中で、本作降板からS22-10までの9年間、悦子の動向が気になっており、ファンからも問い合わせを受けたことを明かしている。

### 甲斐秋徳（かい あきのり）
| 演   | 新納慎也（S22-10）  |
| 経歴 | 財務省官僚          |
| 親族 | - 父・峯秋 - 弟・享 |

享の兄で峯秋の長男。享が特命係にいたころから何度か言及はあったが、S22-10にて直接的な登場を果たした。
初めて直接登場したS22-10時点では財務省の官僚。
峯秋に反発していた享とは異なり、親子仲も悪くなく、享と悦子の息子・結平の父親代わりを務めている。峯秋からは享と比較して「頭の出来も素行も良い立派な息子」とのことであり彼と同じ東京大学法学部出身者であることが示唆されている。過去には結婚するも離婚に至ったバツイチで、別の女性と再婚して新しい家庭を築くことへは消極的。

#### 現実世界での扱い
演者の新納は『テレ朝POST』へ寄せたコメントの中で、享に兄がおりしかも自分がそれを演じることに驚いたと話しており、壊していけない作品に突入するような強いプレッシャーがある中、作中の世界観になじみながらもスパイスとなるようバランスを保ったことを明かしている。一方で、彼は秋徳が自分の置かれた特殊な環境に居心地の良さを感じている点について理解を示している。

### 笛吹結平 (うすいきっぺい)
| 演   | 森優理斗（S22-10）                            |
| 経歴 | 南北小学校 2年生（S22-10）                    |
| 親族 | - 父・享 - 母・悦子 - 祖父・峯秋 - 伯父・秋徳 |

享と悦子の間に誕生した息子。S22-10登場時では小学生。実父にあたる享が婚姻届の提出を拒んでいるため、母の苗字である「笛吹」の姓を名乗っている。シャーロキアン。社美彌子の娘であるマリアとは、互いに事情があって父親がいないと言う共通点から意気投合しており、連絡先を交換して頻繁に連絡を取り合う仲となっている。